# 차삼능
차삼능(車三能)은 종반 낱장기 유형 중 하나로, 어느 한쪽에서 차(車)를 한개 이상 포함한 공격기물 3개가 남은 형태를 말한다. 차삼능은 거의 대부분 양사(兩士)를 반드시 이길 수 있으나 예외도 있다. 그러나 차와 다른 대기물이 존재하는 차삼능의 경우 양사를 100% 이긴다.

## 양사를 이길 수 있는 차삼능
거의 모든 차삼능은 양사를 이길 수 있다. 

차이능(車二能) 중에 양차(兩車)도 반드시 양사를 이길 수 있으므로, 양차를 포함한 차삼능은 표기하지 않기로 한다.
| 양사를 이길 수 있는 차삼능    | 그림(초) | 그림(한) |
| ----------------------------- | -------- | -------- |
| 차양포(車兩包)                |          |          |
| 차포마(車包馬)                |          |          |
| 차포상(車包象)                |          |          |
| 차양마(車兩馬)                |          |          |
| 차마상(車馬象)                |          |          |
| 차양상(車兩象)                |          |          |
| 차포졸(車包卒) 차포병(車包兵) |          |          |
| 차마졸(車馬卒) 차마병(車馬兵) |          |          |
| 차상졸(車象卒) 차상병(車象兵) |          |          |

## 양사를 이길 수 없는 차삼능
차삼능 중에 유일하게 차이졸(車二卒) 또는 차이병(車二兵)은 상대편이 양사가 있고 정수로 방어하면 이길 수 없다. 단, 이졸 또는 이병이 모두 궁성에 붙으면 100% 이길 수 있다.
| 양사를 이길 수 없는 차삼능    | 그림(초) | 그림(한) |
| ----------------------------- | -------- | -------- |
| 차이졸(車二卒) 차이병(車二兵) |          |          |

과거에는 차이졸 또는 차이병도 다른 차삼능과 마찬가지로 양사를 이길 수 있다고 인식되어 왔다. 그러나 현대에는 정상급 고수들이 많은 연구를 거친 결과 비기는 기물로 정립되었다.